# Bahargül Rehamtula
Bahargül Rehamtula (uigurisch باھارگۇل رەھامتۇلا, chinesisch 巴哈古丽·热合木吐拉 Bāhāgǔlì Rèhémùtǔlā, * 2. April 1988 in Ürümqi, Xinjiang, Volksrepublik China), besser bekannt als Alice Rehemutula, ist ein chinesisches Schauspielerin uigurischer Abstammung.

## Leben und Karriere
Rehamtula wurde am 2. April 1988 in Ürümqi geboren. Sie studierte an der Zentrale Nationalitäten-Universität. 2009 nahm sie an der Talentshow Jia You! Oriental Angels teil. Ihr Debüt gab sie 2011 in dem Film Love Never Dies. Anschließend bekam sie 2012 in Qing Chun He Er Meng eine Hauptrolle.
Außerdem trat sie 2013 in Tian ji: Fu chun shan ju tu auf. Unter anderem spielte sie 2016 in E ling zhi men mit. Im selben Jahr setzte sie ihr Studium an der New York Film Academy fort. 2017 produzierte Rehamtula den Kurzfilm Quirk.

## Filmografie
- 2011: Love Never Dies (Film)
- 2012: Qing Chun He Er Meng
- 2013: Tian ji: Fu chun shan ju tu (Film)
- 2016: E ling zhi men (Film)
- 2017: Quirk (Kurzfilm)